# Freienstein-Teufen
Freienstein-Teufen is een gemeente en plaats in het Zwitserse kanton Zürich, en maakt deel uit van het district Bülach.
Freienstein-Teufen telt 2230 inwoners. Freienstein-Teufen is tevens de plek waar de Töss in de Rijn uitmondt.